# 千代田区立麹町小学校
千代田区立麹町小学校（ちよだくりつ こうじまちしょうがっこう）は、東京都千代田区麹町二丁目に位置する区立小学校。

## 概要
1993年に旧麹町小学校と永田町小学校（麹町区立日比谷国民学校を1944年（昭和19年）に併合）の新設統合により開校した。千代田区南西部の住宅地や官庁街、千代田および皇居外苑などの皇室に関係するエリアを学区としている。校内には千代田区役所麹町出張所・区民館等公共施設が併設されている。
皇居を擁する麹町の地にあって、校章は菊と桐を配している。
麹町小学校をはじめ千代田区立小学校は基本的に1993年の開校日から数えて周年式典を開催している。しかし隣接する千代田区立番町小学校だけは、千代田区立学校の中では唯一、廃校前の学校時代を含んだ年数で周年式典を行っていた時期もあり番町小学校のみの特別優遇措置に対して麴町小学校を含めて他学区の住民から疑問視されている。前記の通り、廃校前の学校時代を含んだ年数で数えると、麴町小学校は、2017年で130周年を迎えたことになる。

## 沿革

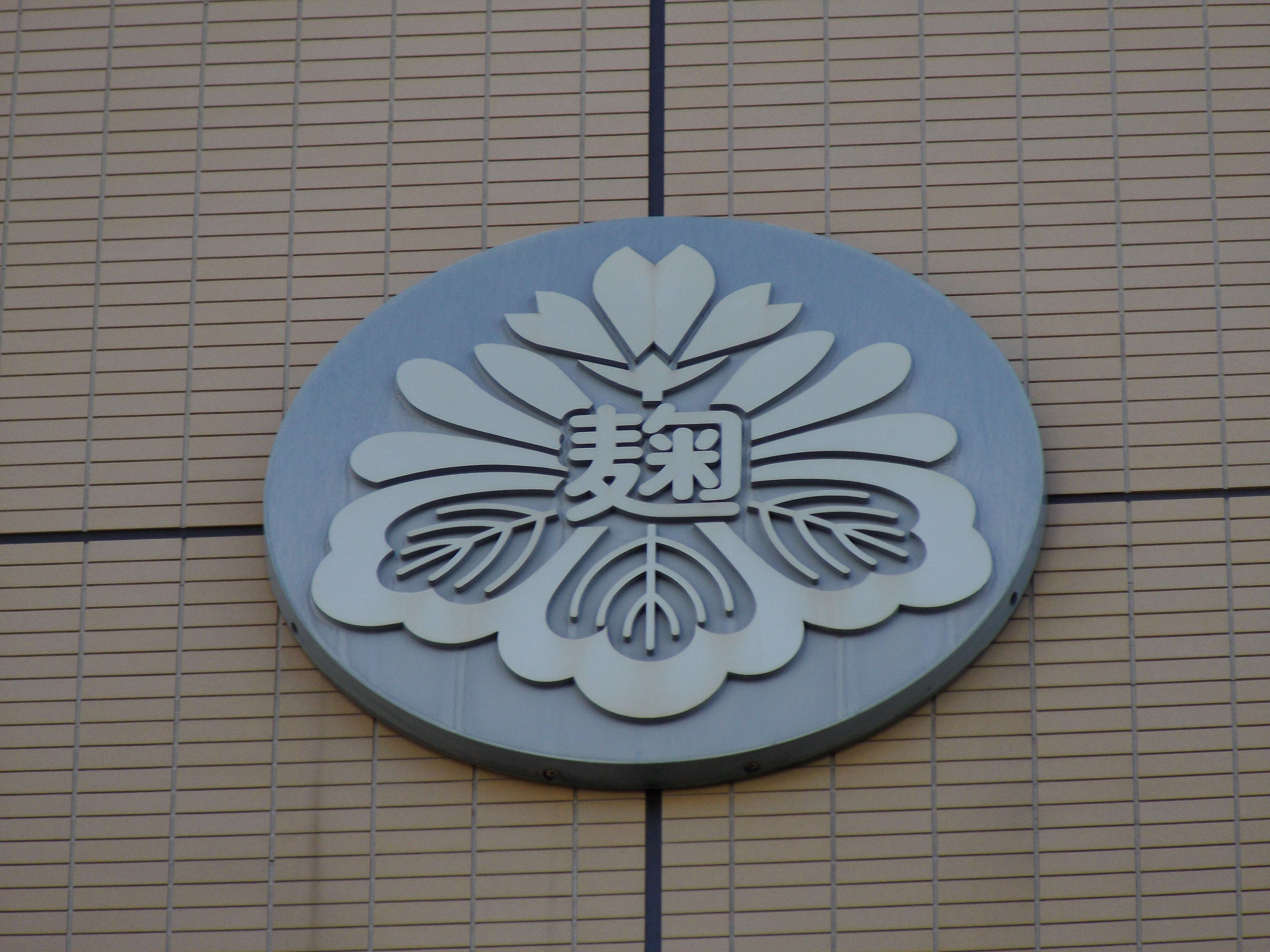
「菊と桐」の校章

- 1993年（平成5年）4月1日 - 千代田区公共施設適正配置計画により、千代田区立の小学校2校（麹町・永田町）を統合し、「千代田区立千代田麹町小学校」となる。
  - 両校併設の幼稚園も統合され「千代田区立千代田麹町幼稚園」となる。
- 1994年（平成6年）3月9日 - 「千代田区立麹町小学校」（現校名）に改称。
- 1995年（平成7年）
  - 2月10日 - 校歌を制定。
  - 3月9日 - 開校記念日を2月10日と定める。
- 1996年（平成8年）
  - 3月13日 - 校章を制定。
  - 10月1日 - 校庭を改修。
- 2000年（平成12年）3月29日 - 新校舎建設のため、仮校舎（旧・永田町小学校校舎）に移転。
- 2003年（平成15年）
  - 3月6日 - 麹町二丁目公共施設落成式挙行。
  - 4月1日 - 新校舎での教育活動を開始する。
- 2005年（平成17年）4月1日 - 学校ビオトープづくりに着手。
- 2015年（平成27年）
  - 3月31日 - コンピュータ室を普通教室に改装する。
  - 8月31日 - 図書閲覧室を普通教室に改装する。
- 2016年（平成28年）8月31日 - 事務室、職員更衣室、PTA室を普通教室に、ひかりの輪を図書スペースに、それぞれ改装する。
- 2018年（平成30年）4月1日 - 会議室を普通教室に改装する。
- 2024年（令和4年）2月17日 - 開校・開園30周年記念式典挙行。

## 学区
- 千代田区
  - 千代田
  - 皇居外苑
  - 霞が関一～三丁目
  - 永田町一・二丁目
  - 隼町
  - 平河町一・二丁目
  - 麹町一～四丁目
  - 一番町
  - 二番町（1・3・5・9・11番地）

小学校の児童数と教員数
| 年度     | 児童総数 | 1年生 | 2年生 | 3年生 | 4年生 | 5年生 | 6年生 | 教員数 | 職員数 |
| -------- | -------- | ----- | ----- | ----- | ----- | ----- | ----- | ------ | ------ |
| 平成25年 | 382人    | 82人  | 51人  | 60人  | 59人  | 62人  | 68人  | 18人   | 2人    |
| 平成26年 | 406人    | 87人  | 79人  | 57人  | 59人  | 61人  | 63人  | 22人   | 2人    |
| 平成27年 | 436人    | 87人  | 89人  | 82人  | 56人  | 57人  | 65人  | 22人   | 2人    |
| 平成28年 | 453人    | 85人  | 84人  | 90人  | 82人  | 51人  | 61人  | 23人   | 2人    |
| 平成29年 | 479人    | 81人  | 87人  | 86人  | 95人  | 79人  | 51人  | 26人   | 2人    |
| 平成30年 | 505人    | 80人  | 81人  | 84人  | 87人  | 95人  | 78人  | 27人   | 2人    |
| 令和元年 | 528人    | 101人 | 80人  | 83人  | 81人  | 90人  | 93人  | 27人   | 3人    |
| 令和2年  | 550人    | 95人  | 101人 | 84人  | 88人  | 87人  | 95人  | 28人   | 3人    |
| 令和3年  | 573人    | 106人 | 98人  | 105人 | 85人  | 87人  | 92人  | 28人   | 3人    |
| 令和4年  | 573人    | 84人  | 107人 | 98人  | 108人 | 84人  | 92人  | 28人   | 3人    |
| 令和5年  | 569人    | 87人  | 85人  | 108人 | 96人  | 107人 | 86人  | 26人   | 3人    |

## アクセス
最寄りの鉄道駅
- 東京メトロ有楽町線「麹町駅」
- 東京メトロ半蔵門線「半蔵門駅」

最寄りのバス停
- 都営バス「麹町出張所」バス停

## 概説

### 旧・麹町小学校
平河町5丁目の旗本屋敷に開かれた「平河学校」や、元園町1丁目に開かれた「麴町女学校」、そして江戸時代の手習指南所として山元町に開かれた私立「中村学校」などを前身とする。
戦前において「旧制第一高等学校→帝国大学（現：東京大学）」という進学コースの一端を担った。戦後は1960年代にかけ「麹町中学校 → 日比谷高等学校 → 東京大学」へ辿る進学ラインとして知られ、誠之小学校、番町小学校と共に「御三家」と呼ばれた。1950年代-1960年代の公立校全盛期において全校生徒の約半数が越境通学者で占められた。

### 旧・永田町小学校
官庁街に立地した公立小学校であった。日比谷高等学校の近隣、自由民主党本部向かいにあり、多くの著名な卒業生を輩出した。二・二六事件においては反乱軍の占拠地域に入った唯一の小学校であった。
閉校後には、新校舎移設の為に麴町中学校や神田女学園中学校・高等学校が仮移転するなど旧校舎が再利用されていた。

## 沿革

### 年表
旧・麹町小学校
- 1875年（明治8年）5月 - 「第一大学区第三中学区第六番公立小学平川学校」と「第一大学区第三中学区第七番公立小学麹町女学校」、「第一大学区第三中学区第八番公立小学清水学校」が開校。
- 1884年（明治17年）3月 - 麹町女児小学校に幼稚園（日本最古の公立幼稚園とされている[9]）が併設される。
- 1887年（明治20年）3月 - 小学校令の施行により、上記3校が統合され、「麹町尋常高等小学校」となる。尋常科（修業年限4年）を設置。3月10日を開校記念日とする。
- 1908年（明治41年）4月 - 小学校令の改正により、義務教育年限（尋常科の修業年限）が4年から6年に延長される。「麹町尋常小学校」に改称し、高等科を「麹町高等小学校」として分離する。
- 1923年（大正12年）9月 - 関東大震災のため、校舎が全焼。
- 1927年（昭和2年）4月 - 復興校舎が完成。屋上に開放学級を新設。
- 1941年（昭和16年）4月1日 - 国民学校令の施行により、「麹町国民学校」に改称。尋常科を初等科に改め、高等科を設置（初等科6年・高等科2年）。
- 1945年（昭和20年）5月25日 - 空襲により校舎の大半を焼失。
- 1947年（昭和22年）4月1日 - 学制改革（六・三制の実施）により、高等科を廃止の上「千代田区立麹町小学校」となる。
- 1954年（昭和29年）3月10日 - 創立80周年を記念して、新校歌（旧校歌）（作詞:邦枝完二、作曲:柴田知常）を制定。歌詞は3番まであり、各番に校名の「麹町」が入っている。
- 1964年（昭和39年）3月10日 - 創立90周年を記念して講堂が完成。
- 1974年（昭和49年）3月11日 - 創立100周年記念式典を挙行。
- 1993年（平成5年）3月31日 - 統合のため閉校。

旧・永田町小学校
- 1906年（明治39年）10月31日 - 校地が麹町区永田町1-19に決定[10]。
- 1907年（明治40年）12月 - 校章を制定。剣と鏡と玉を図案化したものを組み合わせたもの。
- 1908年（明治41年）
  - 4月1日 - 「永田町尋常小学校」が開校。
  - 4月23日 - 授業を開始。麹町・日比谷・番町の尋常小学校3校から児童が集合。私立中村学校を吸収。
- 1920年（大正9年）8月1日 - 関東地区で最初の林間学校を調布多摩川玉華園に開設。
- 1938年（昭和13年）4月1日 - 永田町幼稚園が併設される。
- 1941年（昭和16年）4月1日 - 国民学校令の施行により、「永田町国民学校」に改称。
- 1944年（昭和19年）4月1日 - 日比谷国民学校を統合。
- 1946年（昭和21年）12月24日 - ララ委員会給与物資（ララ物資）[11]による学校給食を開始。
- 1947年（昭和22年）4月1日 - 学制改革（六・三制の実施）により「千代田区立永田町小学校」となる。
  - 校区改定により、大手町と丸の内が千代田区立神竜小学校[12]の校区となる。
- 1949年（昭和24年）
  - 3月9日 - 校章を改定（国会議事堂の絵を背景にして中央に「小」の文字を置く）。
  - 10月17日 - ユニセフ給食指定校となる。
- 1953年（昭和28年）6月10日 - 校歌（作詞:山内俊次、作曲:大津三郎）を制定。
- 1978年（昭和53年）11月20日 - 開校70周年を記念し、永田町子どもの歌（作詞:中田英義 作曲:村井邦彦）を制定。
- 1993年（平成5年）3月31日 - 統合のため閉校。85年の歴史に幕を閉じる。
  - 最終所在地 - 〒100-0014 東京都千代田区永田町二丁目19-1（北緯35度40分42.3秒 東経139度44分25.5秒 / 北緯35.678417度 東経139.740417度）

## 出身の著名人

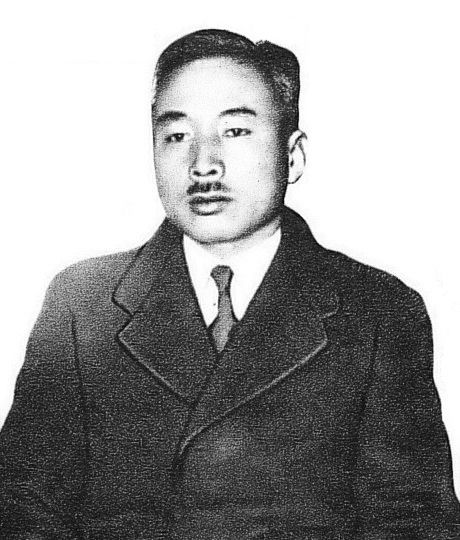
徳大寺 実厚

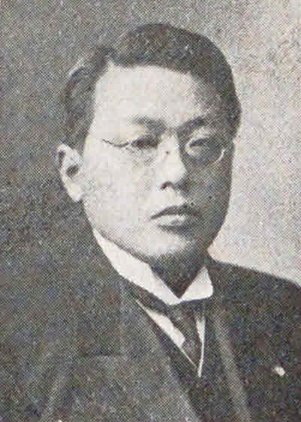
下岡 忠治

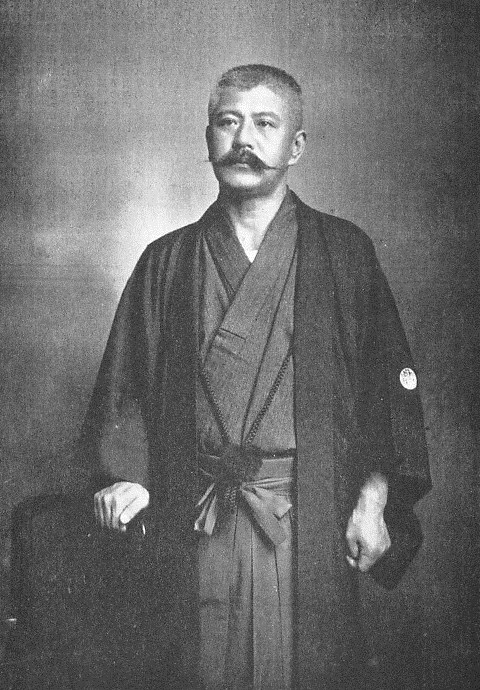
郷 誠之助

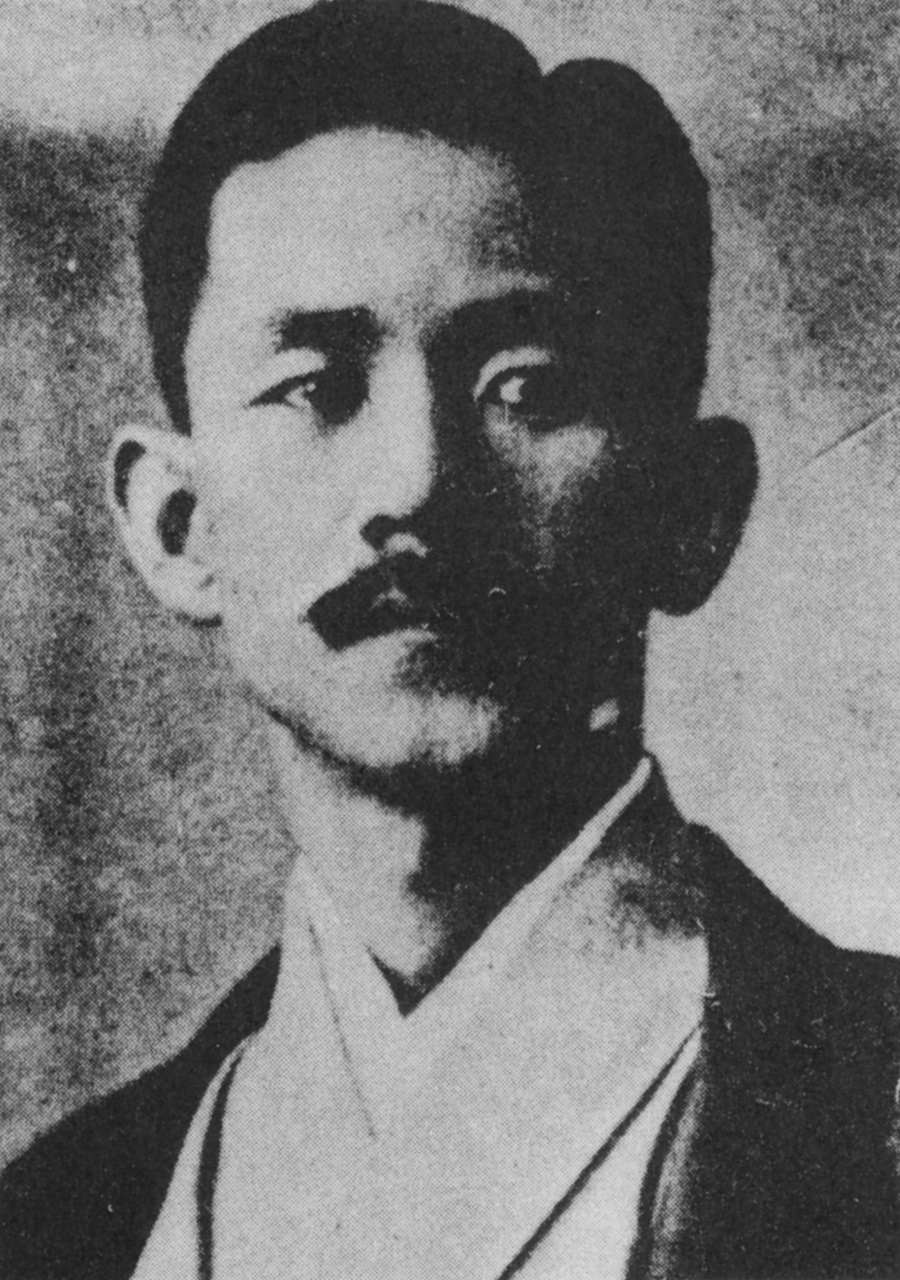
巖谷 小波

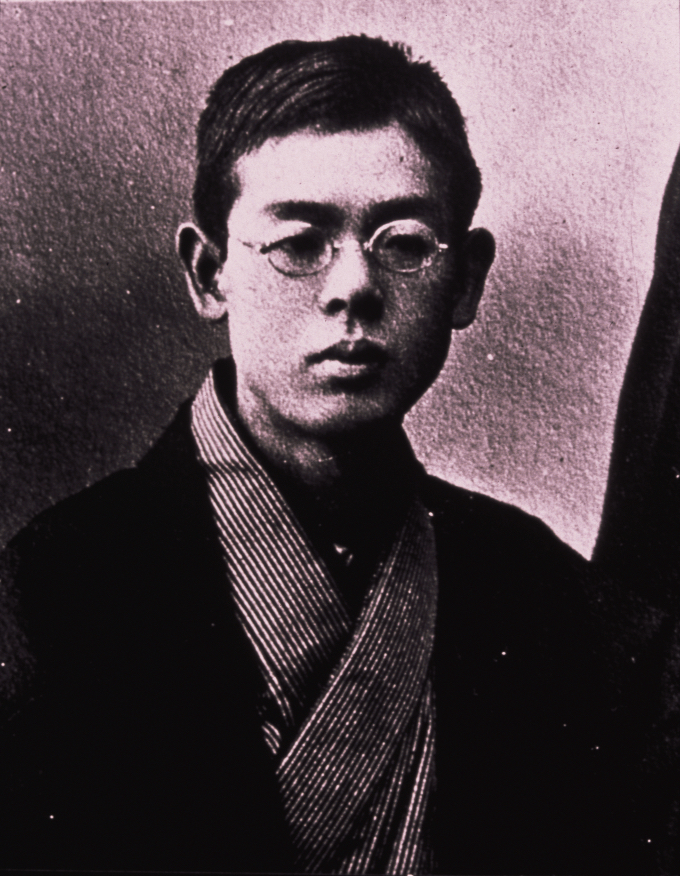
瀧 廉太郎

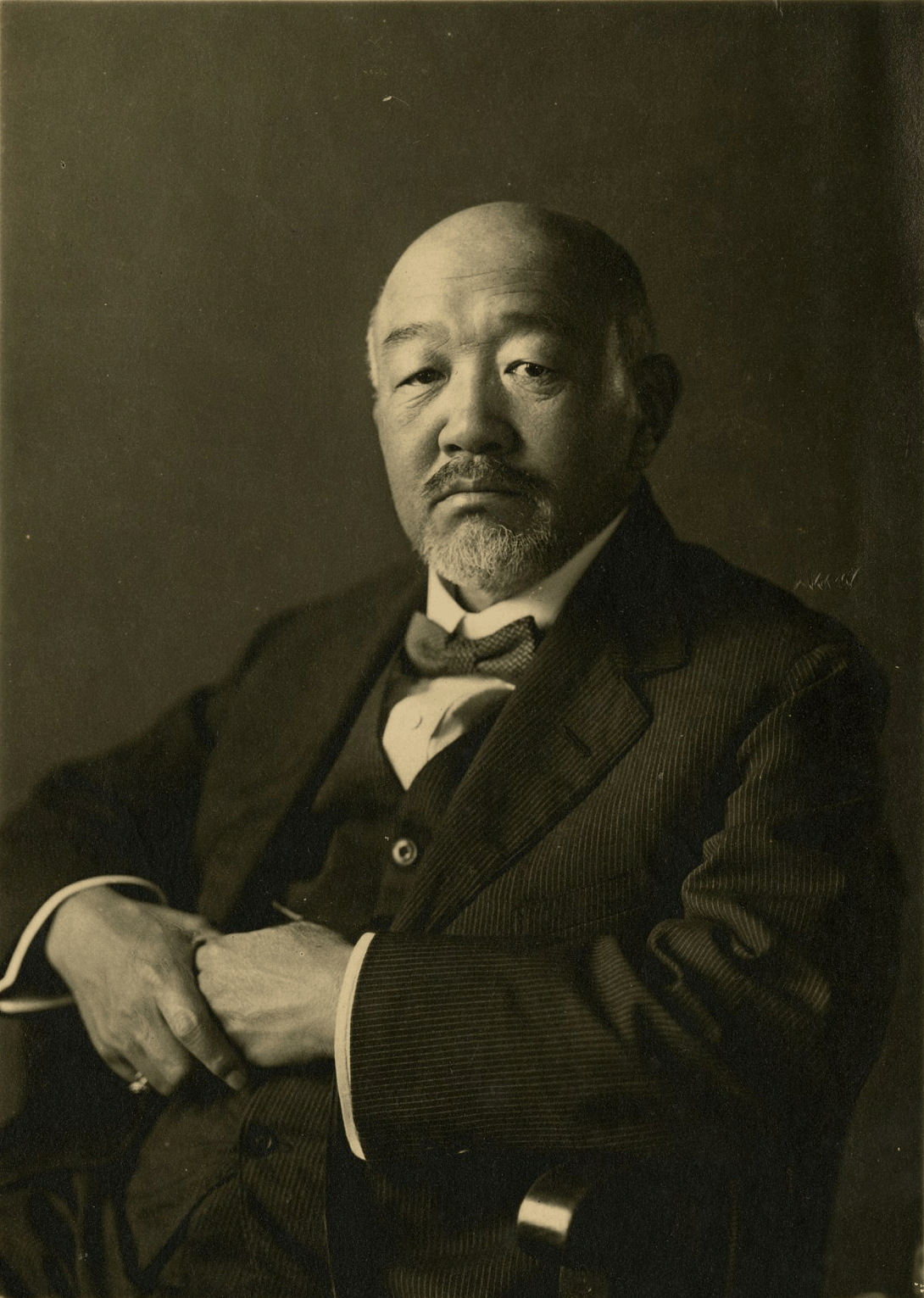
黒田 清輝

### 政治
- 相原史乃（衆議院議員）
- 安倍基雄（衆議院議員）
- 板垣正（参議院議員、日本会議代表委員）
- 住博司（衆議院議員）
- 田川大吉郎（衆議院議員、明治学院長）
- 保坂展人（衆議院議員、世田谷区長）
- 高良とみ（参議院議員、女性運動家）
- 岸田文雄（衆議院議員、宏池会会長、内閣総理大臣）※永田町小学校の卒業生
- 中曽根弘文（参議院議員、文部大臣、外務大臣）
- 中村勇太（衆議院議員）
- 醍醐忠重（貴族院議員、醍醐家14代当主）※3年次に学習院初等科へ転入
- 長松篤棐（貴族院議員、植物学者）
- 徳大寺実厚（貴族院議員、徳大寺家31代当主、元掌典長）
- 森山欽司（衆議院議員、運輸大臣）
- 山本正和（参議院議員、社民党副党首）
- 若宮健嗣（衆議院議員）
- 木村茂（千代田区長）
- 元田敏夫（元千葉県知事）

### 官僚
- 有松昇（内務官僚）
- 佐藤基（大蔵官僚、公正取引委員会委員長、元会計検査院長）
- 下岡忠治（内務官僚、朝鮮総督府政務総監）
- 鈴木秀雄（大蔵官僚、銀行家）
- 中島義雄（大蔵官僚、元内閣総理大臣秘書官）
- 瀧山養（鉄道官僚）
- 人見鉄三郎（外務官僚、外交官）
- 平山復二郎（鉄道官僚）
- 成田勝四郎（外務官僚）
- 望月秀一（警察官僚）

### 軍人
- 荒木五郎（奉天軍少将、張作霖軍事顧問、張学良親衛隊隊長）
- 長崎守一（陸軍少将）
- 松田竹太郎（海軍少将）

### 学術
- 石井正之助（英文学者、東京学芸大学名誉教授）
- 上田誠也（地球科学者、東京大学名誉教授）
- 岸道郎（海洋物理学者、北海道大学名誉教授）
- 川瀬一馬（書誌学者、元静岡英和女学院短期大学学長）
- 呉文炳（統計学者、元日本大学総長）
- 呉建（言語学者、アテネ大学名誉教授）
- 鈴木竹雄（商法学者、東京大学名誉教授）
- 高根義人（商法学者、元京都帝国大学教授）
- 櫻井欽一（鉱物学者）※旧・永田町小学校同窓会長
- 上田誠也（地球科学者、東京大学名誉教授）
- 富田広士（政治学者、慶應義塾大学教授）
- 戸田山和久（科学哲学者、名古屋大学教授）
- 島田次郎（歴史学者、中央大学名誉教授）
- 中村桂子（理学者、元JT生命誌研究館長）
- 西田健志（情報工学者、神戸大学准教授）
- 筒井省二（医学者、元鶴岡市立荘内病院長）
- 土肥淳一郎（医学者、元東京慈恵会医科大学附属病院長）
- 前田嘉明（心理学者、元鳴門教育大学長）
- 本郷和人（歴史学者、東京大学史料編纂所教授）
- 本川裕（統計学者、元国民経済研究協会常務理事）
- 三村征雄（数学者、東京大学名誉教授）
- 村上勝彦（経済学者、元東京経済大学長）
- 沼田嘉穂（会計学者、横浜国立大学名誉教授）
- 浜中宏一（工学者、公立千歳科学技術大学名誉教授）
- 山本晶（英米文学者、慶應義塾大学名誉教授）
- 山田欽一（数学者、一橋大学名誉教授）
- 湯本長伯（工学者、日本大学教授）
- 清瀬義三郎則府（言語学者、ハワイ大学名誉教授）
- 清瀬信次郎（商法学者、亜細亜大学名誉教授）※旧・麹町小学校同窓会長

### 教育
- 石川岩吉（國學院大學名誉学長）
- 野田貞雄（沖縄師範学校長、 ひめゆり学徒隊編成者）
- 津田和男（国連国際学校教員）

### 法曹
- 上田誠吉（弁護士、元自由法曹団長）
- 溝口喜文（弁護士、元関東弁護士会連合会理事長）

### 実業
- 石塚粂蔵（日本製鋼所会長）
- 石原邦夫（東京海上ホールディングス会長）
- 内田和成（ボストン・コンサルティング・グループ日本代表）
- 大塚久美子（元大塚家具社長）
- 北山禎介（三井住友フィナンシャルグループ社長、中央教育審議会会長）
- 木村太郎（日本銀行監事）
- 郷誠之助（東京電燈会長、元日本商工会議所会頭）
- 鈴木治雄（昭和電工名誉会長、経済同友会創立幹事）
- 鈴木正雄（三菱自動車販売会長）
- 鈴木松雄（昭和電線ホールディングス会長）
- 鈴木三千代（三楽会長）
- 鈴木義雄（日揮会長）
- 寺尾睦男（公共広告機構理事長）
- 西尾寿男（JTB会長）
- 中島尚彦（サウンドハウス創業者）
- 平山孝（東京急行電鉄社長）
- 廣瀬禎彦（日本コロムビア最高経営責任者）
- 横山修二（大京創業者）
- 茂出木浩司（たいめいけん社長、料理人）

### 文芸
- 青木玉（随筆家）
- 安西冬衛（詩人）
- 岡田隆彦（詩人）
- 蒲原有明（詩人）
- 県満天雄（詩人）
- 巖谷小波（作家）
- 岩藤雪夫（小説家）
- 蛯原八郎（ジャーナリスト、新聞雑誌研究家）
- エムナマエ（児童文学作家）
- 岡本綺堂（劇作家）
- 大泉康雄（編集者、元「女性セブン」編集長）
- 太田述正（評論家）
- 上坂冬子（ノンフィクション作家）
- 神波史男（脚本家）
- 木村梢（エッセイスト）
- 邦枝完二（小説家）※旧・麹町小学校の校歌を作詞
- 池田大伍（劇作家）
- 柴野民三（児童文学作家）
- 土本典昭（脚本家、ドキュメンタリー映画監督）
- 戸部銀作（演劇評論家）
- 富田常雄（作家、第21回直木三十五賞）
- 広津桃子（作家）
- マダム路子（作家、美容家）
- 町山広美（コラムニスト。放送作家）
- 町山智浩（映画評論家）
- 南部圭之助（映画評論家）
- 三宅花圃（小説家）
- 八木佐吉（作家、出版人）

### 芸術
- 黒田清輝（洋画家、帝国美術院院長）
- 瀧廉太郎（作曲家）
- 有島生馬（洋画家）
- 藤本能道（東京藝術大学長、人間国宝）
- 堀文子 (日本画家)
- 宮之原謙（陶芸家）
- 宮島詠士（能書家）
- 都築響一（写真家、第23回木村伊兵衛写真賞）
- 浅利慶太（演出家、劇団四季創設者）
- 下川凹天（アニメーション作家、日本初のアニメーションを制作）
- 薩谷和夫（美術監督）
- 碧川道夫（撮影監督）
- 後藤陽次郎（デザインプロデューサー）
- 渡邉麻子（ソプラノ歌手）

### 伝統芸能
- 市村鶴蔵（歌舞伎役者）
- 尾上松緑 (2代目)（歌舞伎役者、人間国宝）
- 六代目杵屋勘五郎（長唄唄方、長唄矢乃音会主宰）
- 十五代目杵屋喜三郎（長唄唄方、人間国宝）
- 十五代目杵屋六左衛門（長唄唄方、杵六会長）
- 寺井啓之（能楽師）
- 南条秀雄（能楽師）
- 坂東彌十郎（歌舞伎役者）
- 三升家小勝 (7代目)（落語家）
- 柳家小さん (5代目)（落語家、人間国宝）

### 芸能
- 島村美輝（タレント）
- 穂積由香里（タレント）
- 真梨邑ケイ（ジャズシンガー）
- 二瓶正也（俳優）
- 沼澤尚（ドラマー）
- 柳沢超（タレント）

### スポーツ
- 佐藤直子（元テニス選手、元日本プロテニス協会理事長）
- 小西政継（登山家）
- 吉沢一郎（登山家）

### その他
- 露木茂（元フジテレビアナウンサー）
- 本野久子（女性運動家、愛国婦人会長）
- クニエダヤスエ（テーブルコーディネーター）
- 藤間秋男（公認会計士）
- 乃木静子（乃木希典夫人）
- 吉野雅邦（元連合赤軍幹部）

## 学校周辺
- 千代田区役所麹町出張所 - 同一建物内
- 麹町学園女子中学校・高等学校 - 千代田区道をはさんで、敷地が隣接。
- 女子学院中学校・高等学校
- 千代田一番町郵便局
  - このほか、半蔵門駅前郵便局など、ほかの郵便局も点在。
- アイルランド大使館
- イスラエル大使館
- 千代田区いきいきプラザ一番町
- 国道20号線